# Юрасовский сельсовет (Московская область)
Юрасовский сельсовет — упразднённая административно-территориальная единица, существовавшая на территории Московской губернии и Московской области до 1939 года.
Юрасовский сельсовет был образован в первые годы советской власти. По данным 1919 года он входил в состав Михалевской волости Бронницкого уезда Московской губернии.
По данным 1926 года в состав сельсовета входили деревня Юрасово, хутор Власов, будки 63, 64, 65 и 66 километров Московско-Казанской железной дороги, дача Михалевский обход, Михалевский объезд и погост Гвоздня.
В 1929 году Юрасовский с/с был отнесён к Ашитковскому району Коломенского округа Московской области.
31 августа 1930 года Ашитковский район был переименован в Виноградовский.
17 июля 1939 года Юрасовский с/с был упразднён. При этом его территория была передана в Михалевский с/с.